# 謎の香りはパン屋から
『謎の香りはパン屋から』（なぞのかおりはパンやから）は、土屋うさぎの推理小説である。

## 概要
2025年1月24日に初版単行本を販売。
2025年の第23回『このミステリーがすごい!』大賞で、大賞を受賞。
また、本作は「第一章 焦げたクロワッサン」、「第二章 夢見るフランスパン」、「第三章 恋するシナモンロール」、「第四章 さよならチョココロネ」、「第五章 思い出のカレーパン」の五章構成になっている。

## あらすじ
大学1年生の市倉小春（いちくらこはる）は、漫画家になることを夢見ながら大阪府豊中市にあるパン屋【Nostimo】（ノスティモ）でアルバイトをしていた。ある日、同じ職場で働く由貴子（ゆきこ）に一緒に見るように誘われたライブビューイングをドタキャンされてしまう。誘ってきたのは由貴子なのに断ってきたことを疑問に思った小春は彼女の行動を振り返り、推理し、驚くべき事実にたどり着く。
バイト仲間やお客さんのささやかな謎を解き明かしていく日常の謎ミステリー小説。

## 登場人物

### 主要登場人物
市倉小春
大学1年生。漫画家になることを夢見ながらノスティモでアルバイトをする。勘が鋭い。
堂前店長
ノスティモのオーナー店長。パリで修行していたこともあり、パンへの愛は人一倍強い。野球好き。
福尾さん
ノスティモの女性店員。独立して、自分の店を持つのが夢。
レナ先輩
ノスティモの古参バイト。自由奔放でやんちゃな性格。
紗都美
ノスティモのパティスリーで働いている。また、Vチューバーの香箱チョキミという別の顔も持っている。
由貴子
小春の親友。ソーシャルゲーム『想剣演舞』のファン。ある日、ノスティモを辞めると言い出すがその真意とは…。

### その他登場人物
ハセピー
由貴子の推し。だが、由貴子とは意外な関係を持っているようで…？
道長君
豊中中央高校の野球部員。キャッチャー。
美桜ちゃん
道長君とは幼馴染。道長君が好き。
凛ちゃん
ノスティモの常連客。小学1年生。チョココロネが好き。
葉子さん
凛ちゃんの母親。おっとりした性格。
梢江さん
気品のあるおばあちゃん。思い出のカレーパンを探すためにノスティモへ来店する。